# Az ember tragédiája verselése
Az ember tragédiája verses dráma, s mint ilyen, formailag nem egységes, az időmértékes és ütemhangsúlyos verselésű részek s a különféle rímképletek a mű egészén át egymást váltják.
Bár a Tragédiát a legtöbb kritika formája miatt érte (fő hibája Arany szavaival élve, hogy „Madách erősebben gondol, mint képzel”, azaz a mű gondolati tartalma mögött elmarad annak nyelvi szépsége), a dráma verselése mégis figyelemre méltó, s a lírai betétek sokszor önálló versként is megállnák helyüket.

## Állandó kísérők: a párbeszédes részek
A párbeszédes részekben alig találunk rímeket, ötös (10 szótag) és hatodfeles (11 szótag) jambusi sorokból állnak. Pl.:

Az én | időm | ben ün | nep volt | az illyes, (11 szótag: hatodfeles jambusi sor)

 Ott volt | az ud | var, a | nemes | világ. (10 szótag, ötös jambusi sor)

## Váltakozó forma: Lírai betétek
A kifejezetten lírai betétek különböző formájú rímes költemények, de ezeken kívül többfajta verselés is megtalálható.
A Tragédia formájától eltérően halljuk:
- az Angyalok karát,
- a 3 főangyal hozsannáját az Úrnak,
- Cluvia dalát,
- Hippia énekét
- és a Londoni színben kiszűrődő halk dallamot…

### Első szín
Az első színben hallható Angyalok kara félrímekkel ellátott hatodfeles és ötös jambusi sorokből épül fel, az eltérő szótagszámú sorok periodikusan váltogatják egymást.
Például:
| Dicsőség a magasban Istenünknek,    | A |
| Dicsérje őt a föld és a nagy ég,    | X |
| Ki egy szavával híva létre mindent, | A |
| S pillantásától függ ismét a vég.   | Y |

A példában látható sorban az X és Y azonos végződésű sorok, így valójában bokorrímről beszélünk, a félrím azonban nem csak e négy sorra, de az egész Angyalok kara-monológra értelmezhető rímképlet.
Az Úr megszólalása után az Angyalok kara válaszol, de az előzőektől eltérő formában: a válasz félrímekkel ellátott, nyolc szótagos sorai trochaikus lüktetésűek.
Például:
| Azt hin/néd, egy / gyönge / lámpa, | A |
| S mégis millió teremtés            | X |
| Mérhetetlen nagy világa.           | A |
| Két golyó küzd egymás ellen        | Y |

A három főangyal ötödfeles, 9 szótagú, félrímes jambusokban dicsőíti az Urat.

### Római szín
Később, a római színben a kéjhölgyek megszólalásai tekinthetők lírai betétnek, Cluvia páros rímű ötödfeles jambusokban beszél:
| Bolond/ világ /volt haj/danában:    | A |
| Lukréciát az özvegy ágyban          | A |
| Hogy megkereste szép gavallér       | B |
| Nem lángol ajka, több kéjt nem kér, | B |
| Tárt szűvel nem fut bordélyházba,   | A |
| Hideg vasat merít magába.           | A |

### Londoni szín
Az utolsó lírai betéteket tartalmazó szín a londoni: a sokaság morajának zenéje 8-7 szótagos, félrímes trochaikus verssorokból áll:
| Zúg az / élet /tenger/árja,     | X |
| Mindenik hab új világ,          | A |
| Mit szánod, ha elmerűl ez,      | Y |
| Mit félsz, az ha feljebb hág? - | A |

Ugyanebben a színben a kéjhölgy ütemhangsúlyos felező nyolcasokban (négy-négy szótagos sorok) énekel, páros rímeket használva:
| Sárkányoktól / is kivívták    | A |
| Egykoron az / aranyalmát -    | A |
| Almák még most / is teremnek, | B |
| A sárkányok / rég kivesztek:  | B |

Nyegle verse szintén lírai betétnek tekinthető, félrímes ötös és ötödfeles jambusi sorok váltják egymást:
| Félrébb/ az útból/! – tiszte/let nekem, | A |
| Megőszült tudományban a fejem,          | A |
| Mig a természet titkos kincseit         | X |
| Felástam ernyedetlen szorgalommal.      | Y |

## Kapcsolódó szócikk
- Az ember tragédiája
- Wittich_Zsuzsanna:Luciferi víziók_(elbeszélés)